# Stictoptera olivascens
Stictoptera olivascens là một loài bướm đêm trong họ Noctuidae.